# Rutilia minor
Rutilia minor är en tvåvingeart som beskrevs av Macquart 1846. Rutilia minor ingår i släktet Rutilia och familjen parasitflugor. Inga underarter finns listade i Catalogue of Life.